# Susan Quilliam

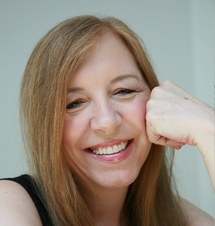
Susan Quilliam (2013)

Susan Quilliam (* 1950 in Liverpool) ist eine britische Psychologin, die sich auf die Themen Liebesbeziehung und Sexualität spezialisiert hat. Sie ist Autorin von mehr als 20 Büchern, die in 33 Ländern und 24 Sprachen erschienen. In acht Büchern beschäftigt sie sich mit den Themen Sexualität und Partnerschaft. Am bekanntesten ist die von ihr überarbeitete Fassung des Buches The Joy of Sex im Jahr 2008.

## Werdegang
Nach dem Abschluss ihres Studiums 1972 an der University of Liverpool unterrichtete Quilliam bis 1979 zunächst in den Fächern Englisch, Sozialkunde und Gesundheitslehre. Anschließend zog sie nach London und wurde publizistisch tätig. 1983 gründete sie den Verlag Jonquil Publishing. 
Im Lauf der Jahre qualifizierte sich als Lebensberaterin, zum Beispiel für The Sun und The School of Life in London. 
Seit 2003 schreibt sie auch für Fachzeitschriften.